# Copa Claro 2012 - Qualificazioni singolare
Le qualificazioni del singolare  del Copa Claro 2012 sono state un torneo di tennis preliminare per accedere alla fase finale della manifestazione. I vincitori dell'ultimo turno sono entrati di diritto nel tabellone principale. In caso di ritiro di uno o più giocatori aventi diritto a questi sono subentrati i lucky loser, ossia i giocatori che hanno perso nell'ultimo turno ma che avevano una classifica più alta rispetto agli altri partecipanti che avevano comunque perso nel turno finale.

## Teste di serie
1. Jérémy Chardy (primo turno)
2. João Souza (secondo turno)
3. Daniel Gimeno Traver (primo turno)
4. Wayne Odesnik (ultimo turno)

1. Rogério Dutra da Silva (ultimo turno)
2. Diego Junqueira (primo turno)
3. Igor' Andreev (qualificato)
4. Máximo González (primo turno)

## Qualificati
1. Andrés Molteni
2. Igor' Andreev

1. Javier Martí
2. Federico Delbonis

## Tabellone qualificazioni

### 1ª sezione
|  | Primo turno       | Primo turno       | Primo turno       | Primo turno | Primo turno |  |  | Secondo turno     | Secondo turno     | Secondo turno     | Secondo turno    | Secondo turno |   |   | Ultimo turno   | Ultimo turno   | Ultimo turno | Ultimo turno | Ultimo turno |  |
|  |                   |                   |                   |             |             |  |  |                   |                   |                   |                  |               |   |   |                |                |              |              |              |  |
|  | 1                 | Jérémy Chardy     | Jérémy Chardy     | 2           | 5           |  |  |                   |                   |                   |                  |               |   |   |                |                |              |              |              |  |
|  |                   | Andrés Molteni    | Andrés Molteni    | 6           | 7           |  |  | Andrés Molteni    | Andrés Molteni    | Andrés Molteni    | 6                | 7             |   |   |                |                |              |              |              |  |
|  | André Ghem        | André Ghem        | André Ghem        | 2           | 4           |  |  | Marco Trungelliti | Marco Trungelliti | Marco Trungelliti | 3                | 6(3)          |   |   |                |                |              |              |              |  |
|  | Marco Trungelliti | Marco Trungelliti | Marco Trungelliti | 6           | 6           |  |  |                   |                   |                   |                  |               |   |   | Andrés Molteni | Andrés Molteni | 5            | 6            | 6            |  |
|  | Guido Pella       | Guido Pella       | Guido Pella       | 4           | 1           |  |  |                   |                   | Facundo Argüello  | Facundo Argüello | 7             | 3 | 4 |                |                |              |              |              |  |
|  | Agustín Velotti   | Agustín Velotti   | Agustín Velotti   | 6           | 6           |  |  | Agustín Velotti   | Agustín Velotti   | Agustín Velotti   | 5                | 3             |   |   |                |                |              |              |              |  |
|  |                   | Facundo Argüello  | 6(4)              | 6           | 7           |  |  | Facundo Argüello  | Facundo Argüello  | Facundo Argüello  | 7                | 6             |   |   |                |                |              |              |              |  |
|  | 8                 | Máximo González   | 7                 | 1           | 6(2)        |  |  |                   |                   |                   |                  |               |   |   |                |                |              |              |              |  |

### 2ª sezione
|  | Primo turno          | Primo turno           | Primo turno           | Primo turno | Primo turno |  |  | Secondo turno | Secondo turno   | Secondo turno   | Secondo turno | Secondo turno |   |   | Ultimo turno | Ultimo turno    | Ultimo turno    | Ultimo turno | Ultimo turno |  |
|  |                      |                       |                       |             |             |  |  |               |                 |                 |               |               |   |   |              |                 |                 |              |              |  |
|  | 2                    | João Souza            | João Souza            | 6           | 6           |  |  |               |                 |                 |               |               |   |   |              |                 |                 |              |              |  |
|  | WC                   | Juan Martín Aranguren | Juan Martín Aranguren | 3           | 3           |  |  | 2             | João Souza      | João Souza      | 4             | 2             |   |   |              |                 |                 |              |              |  |
|  | Alessandro Giannessi | Alessandro Giannessi  | Alessandro Giannessi  | 1           | 6(1)        |  |  |               | Paul Capdeville | Paul Capdeville | 6             | 6             |   |   |              |                 |                 |              |              |  |
|  | Paul Capdeville      | Paul Capdeville       | Paul Capdeville       | 6           | 7           |  |  |               |                 |                 |               |               |   |   |              | Paul Capdeville | Paul Capdeville | 6(8)         | 3            |  |
|  | WC                   | Kevin Konfederak      | Kevin Konfederak      | 0           | 3           |  |  |               |                 | 7               | Igor' Andreev | Igor' Andreev | 7 | 6 |              |                 |                 |              |              |  |
|  |                      | Nicolás Pastor        | Nicolás Pastor        | 6           | 6           |  |  |               | Nicolás Pastor  | Nicolás Pastor  | 0             | 1             |   |   |              |                 |                 |              |              |  |
|  |                      | Nikola Ćirić          | Nikola Ćirić          | 1           | 4           |  |  | 7             | Igor' Andreev   | Igor' Andreev   | 6             | 6             |   |   |              |                 |                 |              |              |  |
|  | 7                    | Igor' Andreev         | Igor' Andreev         | 6           | 6           |  |  |               |                 |                 |               |               |   |   |              |                 |                 |              |              |  |

### 3ª sezione
|  | Primo turno       | Primo turno            | Primo turno            | Primo turno | Primo turno |  |  | Secondo turno     | Secondo turno          | Secondo turno     | Secondo turno          | Secondo turno |   |   | Ultimo turno | Ultimo turno | Ultimo turno | Ultimo turno | Ultimo turno |  |
|  |                   |                        |                        |             |             |  |  |                   |                        |                   |                        |               |   |   |              |              |              |              |              |  |
|  | 3                 | Daniel Gimeno Traver   | 3                      | 7           | 3           |  |  |                   |                        |                   |                        |               |   |   |              |              |              |              |              |  |
|  |                   | Javier Martí           | 6                      | 6(4)        | 6           |  |  | Javier Martí      | Javier Martí           | Javier Martí      | 6                      | 6             |   |   |              |              |              |              |              |  |
|  | Pablo Galdón      | Pablo Galdón           | Pablo Galdón           | 3           | 3           |  |  | Diego Schwartzman | Diego Schwartzman      | Diego Schwartzman | 4                      | 1             |   |   |              |              |              |              |              |  |
|  | Diego Schwartzman | Diego Schwartzman      | Diego Schwartzman      | 6           | 6           |  |  |                   |                        |                   |                        |               |   |   |              | Javier Martí | 2            | 6            | 6            |  |
|  |                   | Eduardo Schwank        | Eduardo Schwank        | 7           | 6           |  |  |                   |                        | 5                 | Rogério Dutra da Silva | 6             | 4 | 3 |              |              |              |              |              |  |
|  | WC                | Guillermo Durán        | Guillermo Durán        | 6(2)        | 3           |  |  |                   | Eduardo Schwank        | 6(8)              | 6                      | 3             |   |   |              |              |              |              |              |  |
|  |                   | Marcel Felder          | Marcel Felder          | 2           | 0           |  |  | 5                 | Rogério Dutra da Silva | 7                 | 4                      | 6             |   |   |              |              |              |              |              |  |
|  | 5                 | Rogério Dutra da Silva | Rogério Dutra da Silva | 6           | 6           |  |  |                   |                        |                   |                        |               |   |   |              |              |              |              |              |  |

### 4ª sezione
|  | Primo turno  | Primo turno          | Primo turno          | Primo turno | Primo turno |  |  | Secondo turno     | Secondo turno        | Secondo turno        | Secondo turno     | Secondo turno |      |   | Ultimo turno | Ultimo turno  | Ultimo turno | Ultimo turno | Ultimo turno |  |
|  |              |                      |                      |             |             |  |  |                   |                      |                      |                   |               |      |   |              |               |              |              |              |  |
|  | 4            | Wayne Odesnik        | Wayne Odesnik        | 6           | 7           |  |  |                   |                      |                      |                   |               |      |   |              |               |              |              |              |  |
|  |              | Sebastián Decoud     | Sebastián Decoud     | 3           | 6(4)        |  |  | 4                 | Wayne Odesnik        | Wayne Odesnik        | 6                 | 6             |      |   |              |               |              |              |              |  |
|  |              | Juan Pablo Brzezicki | Juan Pablo Brzezicki | 7           | 6           |  |  |                   | Juan Pablo Brzezicki | Juan Pablo Brzezicki | 2                 | 3             |      |   |              |               |              |              |              |  |
|  | WC           | Maximiliano Estévez  | Maximiliano Estévez  | 5           | 1           |  |  |                   |                      |                      |                   |               |      |   | 4            | Wayne Odesnik | 3            | 7            | 2            |  |
|  | Martín Alund | Martín Alund         | Martín Alund         | 7           | 7           |  |  |                   |                      |                      | Federico Delbonis | 6             | 6(1) | 6 |              |               |              |              |              |  |
|  | Gastão Elias | Gastão Elias         | Gastão Elias         | 6(5)        | 5           |  |  | Martín Alund      | Martín Alund         | 6(6)                 | 6                 | 2             |      |   |              |               |              |              |              |  |
|  |              | Federico Delbonis    | Federico Delbonis    | 7           | 6           |  |  | Federico Delbonis | Federico Delbonis    | 7                    | 4                 | 6             |      |   |              |               |              |              |              |  |
|  | 6            | Diego Junqueira      | Diego Junqueira      | 5           | 1           |  |  |                   |                      |                      |                   |               |      |   |              |               |              |              |              |  |